# ФК „Фулъм“
Футболен клуб Фулъм е английски професионален футболен клуб, намиращ се във Фулъм, квартал в Западен Лондон. Основан през 1879 Фулъм е един от най-старите лондонски отбори (втори след полупрофесионалния ФК Крей Уондърърс, основан през 1860).

## История
Фулъм е основан през 1879 като „Fulham St Andrew's Church Sunday School“. Основатели са богомолци от църквата в Стар Роуд, Западен Кенингтън. На входа на църквата все още има гравирана табелка в чест на основаването на отбора. През 1887 Фулъм печелят Аматьорската купа на Западен Лондон.
На 12 декември 1898 клубът придобива професионален статус. През същата година са приети и във втора дивизия на Южната лига. През 1902/03 се издигат до първа дивизия на същата лига. Печели 2 пъти купата на Южната лига – през 1905/06 и 1906/07.
След втория си триумф в Южната лига, клуба си печели и присъединяването към националната футболна лига. Първия си мач във Втора дивизия изиграват на 3 септември 1907, когато губят с 1:0 от Хъл Сити. Първата им победа е само след няколко дена. Завършват на 5-о място. Това е най-доброто им постижение за 21 години прекарани в тази дивизия. След само 13 победи от изиграни 42 мача през сезон 1927/28 Фулъм падат до Трета южна дивизия, която е създадена през 1920. Достигат до полуфиналите на ФА Къп, а след 2 години печелят Лондон Челъндж Къп през 1909/10. През този сезон председател на клуба е Хенри Норис, който има непряко участие в основаването на местните съперници Челси. След като завършват на 5-о, 7-о и 9-о място за първите си 3 сезона в Трета южна дивизия, те най-накрая успяват да спечелят купата на тази дивизия през 1931/32. През третия сезон в периода след Втората световна война (считащо се за новата ера на футбола) Фулъм завършват на върха на Втора дивизия.
През първия им сезон в първа дивизия завършват на 17-о място, а през втория на 18-о. През 1958 клубът достига до полуфиналите на ФА Къп и използва монета за да си върне позицията на първодивизионен тим. През сезон 1959/60 си осигуряват 10-о място в Първа дивизия. Следват няколко неуспешни сезона, като в най-лошия от тях Фулъм успява да спечели само 7 от общо 42 мача, което ги връща в Трета дивизия.
Най-запомнящият се играч на отбора за този период, а и за историята на клуба въобще е Джони Хейнс, наричан още „мистър Фулъм“ или „маестрото“. Прави дебюта си за клуба през 1952. Играе за тима 18 години и записва общо 657 мача с фланелката на отбора. Никога не е играл за друг британски отбор и е смятан за най-великия футболист в историята на Фулъм. През 1975 достигат до финал за ФА Къп, но губят от Уест Хям. Три години по-късно отборът спечелва само 11 от общо 42 мача, от което следва смяната на Боби Кембъл с Малкълм Макдоналд. Той успява да сформира силен отбор, с който през 1981/82 Фулъм се връщат във Втора дивизия. След загубата от Дарби с 1 – 0 през сезон 1982/83, отборът не успява да се върне в Първа дивизия. Частта от играчите, на които се възлагат големи надежди е продадена, заради финансовите проблеми на клуба. Затова никой не се учудва след като Фълум се връща в Трета дивизия през 1986. На следващата година клубът е на ръба на банкрут, но някак си успява да се запази благодарение на намесата на бившия играч Джими Хил, който преструктурира клуба. През 1987 тима поставя рекорд с двадесет и осемте дузпи, които са нужни за определяне на победителя в мач срещу Алдършот. През 1993/94 клубът е в новооснованата Втора дивизия, но не за дълго. Година по-късно се връща в Трета дивизия. През февруари 1996 е нает тогавашният играч Мики Адамс за мениджър. С него започва и ново време за отбора. Капитан става Саймън Морган, под чието ръководство Фулъм достигат до второ място.
След закупуването на отбора от милионера Мохамед Ал-Файед, Адамс е уволнен, а на негово място идват Рей Уилкинс и Кевин Кийгън и, които гарантират че до 5 години клубът ще достигне до Премиършип. След неразбирателство относно селекцията на титулярния отбор, Уилкинс напуска, а длъжността му е поета от Кийгън, който довежда клуба до спечелването на невероятния актив от 101 точки (от възможни 138). След напускането му на негово място идва футболистът ветеран Пол Брейсуел. Но и той не се задържа за дълго. През 2000 за мениджър е назначен Жан Тигана, който привлича голям брой млади играчи, включително и Луи Саа. Той води отбора към третото му повишение за последните 5 сезона. За първи път от 1968 насам Фулъм си връща мястото в Премиършип. През първия си сезон там те завършват на достойното 13-о място. Но през следващия сезон Фулъм изпада.
Крис Колман встъпва в длъжност за сезон 2002/03. Той успява да спечели 10 точки за отбора от възможни 15 и така му връща позициите на отбор от Висшата лига за следващия сезон. Назначен е на постоянен мениджърски пост и въпреки съмненията, успява да доведе клуба до 9-о място. За сезон 2005/06 формата на тима не е достатъчна за да го класира из между първите 6, но достига до 12-о. През 2007 Лаури Санчес е временно назначен като мениджър, след изтичането на договора с Крис Колман. По-късно е уволнен, понеже клубът е напът да отпадне от Премиършип. През декември 2007 мястото му е заето от Рой Ходжсън.
Челси е основният противник на Фулъм, понеже и двата отбора са основани в Западен Лондон. Други сериозни съперници на клуба са КПР и Брентфорд, които са също западно лондонски отбори. Из между другите им противници са Тотнъм, Уест Хям, Арсенал, Чарлтън и Кристъл Палас.

## Успехи
- Купа Интертото – 2002

## Настоящ състав

### Настоящ състав
Към 15 август 2025 г.

## Български футболисти
- Димитър Бербатов: 2012/14 - (51 мача - 19 гола)
- Станислав Манолев: 2013 (наем) - (5 мача - 0 гола)
- Николай Бодуров: 2014/16 - (41 мача - 1 гол)